# بيمدجي
بيميدجي هي مدينة في مقاطعة بلترامي، مينيسوتا، الولايات المتحدة الأمريكية. وبلغ عدد سكانها 13419 في تعداد عام 2007. وهي مقر مقاطعة بلترامي. بيميدجي هي أكثر المدن أهمية في شمال وسط ولاية مينيسوتا. بيميدجي تقع على الشاطئ الجنوبي الغربي من بحيرة بيميدجي.

## التركيبة السكانية
قام مكتب تعداد الولايات المتحدة بتحديد بيانات التركيبة السكانية لبيميدجيفي تعداد الولايات المتحدة. في ما يلي، التركيبة السكانية حسب تعدادي 2000 و2010.

### تعداد عام 2000
بلغ عدد سكان بيميدجي 11,917 نسمة بحسب تعداد عام 2000، وبلغ عدد الأسر 4,669 أسرة وعدد العائلات 2,427 عائلة مقيمة في المدينة. في حين سجلت الكثافة السكانية 1,011.8 نسمة لكل ميل مربع (390.7/كم2). وبلغ عدد الوحدات السكنية 4,948 وحدة بمتوسط كثافة قدره 420.1 نسمة لكل ميل مربع (162.2/كم2).
وتوزع التركيب العرقي للمدينة بنسبة 11.52% من الأمريكيين الأصليين و1.12% من الأمريكيين ذوي الأصول الآسيوية و0.03% من سكان جزر المحيط الهادئ و0.76% من الأمريكيين الأفارقة و2.06% من عرقين مختلطين أو أكثر.
بلغ عدد الأسر 4,669 أسرة كانت نسبة 25.9% منها لديها أطفال تحت سن الثامنة عشر تعيش معهم، وبلغت نسبة الأزواج القاطنين مع بعضهم البعض 34.0% من أصل المجموع الكلي للأسر، ونسبة 14.7% من الأسر كان لديها معيلات من الإناث دون وجود شريك، وكانت نسبة 48.0% من غير العائلات. تألفت نسبة 35.9% من أصل جميع الأسر من أفراد ونسبة 15.0% كانوا يعيش معهم شخص وحيد يبلغ من العمر 65 عاماً فما فوق. وبلغ متوسط حجم الأسرة المعيشية 2.87، أما متوسط حجم العائلات فبلغ 2.22.
بلغ العمر الوسطي للسكان 28 عاماً. وكانت نسبة 21.2% من القاطنين تحت سن الثامنة عشر، وكانت نسبة 24.9% بين الثامنة عشر والأربعة وعشرون عاماً، ونسبة 23.0% كانت واقعةً في الفئة العمرية ما بين الخامسة والعشرين حتى الرابعة والأربعين عاماً، ونسبة 15.4% كانت ما بين الخامسة والأربعين حتى الرابعة والستين، ونسبة 15.6% كانت ضمن فئة الخامسة والستين عاماً فما فوق. يوجد لكل 100 أنثى 87.1 ذكر، ويوجد لكل 100 أنثى في الثامنة عشر من عمرها فما فوق 83.0 ذكر.
بلغ متوسط دخل الأسرة في المدينة 28,072 دولار، أما متوسط دخل العائلة فبلغ 37,250 دولار. وكان متوسط دخل الذكور 28,312 دولار مقابل 20,694 دولار للإناث. وسجل دخل الفرد الخاص بالمدينة 15,264 دولار. وكانت نسبة 13.2% من العائلات ونسبة 19.2% من السكان تحت خط الفقر، وكان من هؤلاء نسبة 19.7% تحت سن الثامنة عشر ونسبة 10.9% في الخامسة والستين من العمر وما فوق.

### تعداد عام 2010
بلغ عدد سكان بيميدجي 13,431 نسمة بحسب تعداد عام 2010، وبلغ عدد الأسر 5,339 أسرة وعدد العائلات 2,557 عائلة مقيمة في المدينة. في حين سجلت الكثافة السكانية 1,039.6 نسمة لكل ميل مربع (401.4/كم2). وبلغ عدد الوحدات السكنية 5,748 وحدة بمتوسط كثافة قدره 444.9 لكل ميل مربع (171.8/كم2).
وتوزع التركيب العرقي للمدينة بنسبة 81.3% من البيض و11.3% من الأمريكيين الأصليين و1.4% من الأمريكيين ذوي الأصول الآسيوية و0.1% من سكان جزر المحيط الهادئ و1.2% من الأمريكيين الأفارقة و4.4% من عرقين مختلطين أو أكثر.
بلغ عدد الأسر 5,339 أسرة كانت نسبة 24.9% منها لديها أطفال تحت سن الثامنة عشر تعيش معهم، وبلغت نسبة الأزواج القاطنين مع بعضهم البعض 28.7% من أصل المجموع الكلي للأسر، ونسبة 14.4% من الأسر كان لديها معيلات من الإناث دون وجود شريك، بينما كانت نسبة 4.8% من الأسر لديها معيلون من الذكور دون وجود شريكة وكانت نسبة 52.1% من غير العائلات. تألفت نسبة 38.6% من أصل جميع الأسر من أفراد ونسبة 16.7% كانوا يعيش معهم شخص وحيد يبلغ من العمر 65 عاماً فما فوق. وبلغ متوسط حجم الأسرة المعيشية 2.83، أما متوسط حجم العائلات فبلغ 2.18.
بلغ العمر الوسطي للسكان 27.1 عاماً. وكانت نسبة 19.4% من القاطنين تحت سن الثامنة عشر، وكانت نسبة 26.7% بين الثامنة عشر والأربعة وعشرون عاماً، ونسبة 21.6% كانت واقعةً في الفئة العمرية ما بين الخامسة والعشرين حتى الرابعة والأربعين عاماً، ونسبة 17.5% كانت ما بين الخامسة والأربعين حتى الرابعة والستين، ونسبة 14.8% كانت ضمن فئة الخامسة والستين عاماً فما فوق. وتوزع التركيب الجنسي للسكان بنسبة 47.7% ذكور و52.3% إناث.